# 霍本
霍本（英語：Holborn，/ˈhoʊbərn/ HOH-bə(r)n [a]）是英國中倫敦的一個地區，涵蓋卡姆登區東南部和外法靈頓部分地區，也指該地區的主要街道“霍本高街”、霍本高架橋和倫敦地鐵的霍本站。
與該地區有關的最早記錄出現於959年和平者愛德加發給威斯敏斯特教堂的一份憲章中，這份文件中提到了霍本的聖安德魯教堂。 “Holborn”一名則來自中古英語“hol”（空洞）和“bourne”（小河，即艦隊河），名稱中的「L」並不發音。

## 外部連結
维基导游上有關London/Holborn-Clerkenwell的旅行指南
- Holborn and Bloomsbury （页面存档备份，存于）, by Sir Walter Besant and Geraldine Edith Mitton, 1903, from Project Gutenberg